# Cancionero de la Biblioteca Vaticana

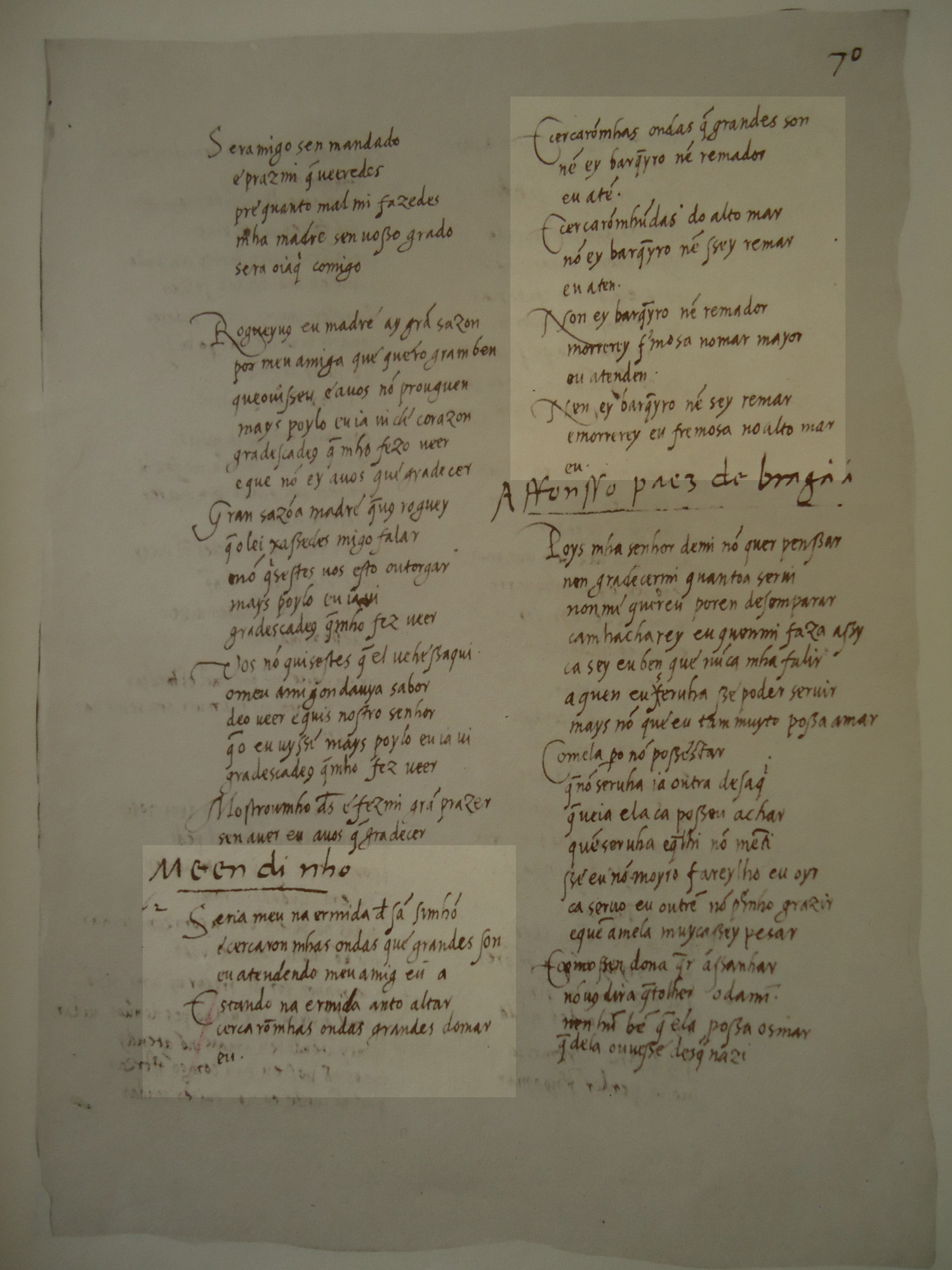
V 438

El Cancionero de la Biblioteca Vaticana es uno de los tres cancioneros que recogen las cantigas de la poesía medieval gallegoportuguesa. Debe su nombre al hecho de haber sido descubierto en 1840 por Fernando Wolf en la Biblioteca Apostólica Vaticana, en Roma. Es un códice de 210 hojas numeradas, que contiene un total de 1205 cantigas, atribuidas a un centenar de autores diferentes. En el manuscrito se evidencia la existencia de dos amanuenses: uno copió los poemas y otro añadió los nombres de los autores. Las cantigas pertenecen a los tres géneros principales de la lírica galaico-portuguesa: cantigas de amor, cantigas de amigo y cantigas de escarnio.
Igual que el Cancionero Colocci-Brancuti, puede datarse a comienzos del siglo XVI. Como él, se supone copia de un códice anterior, que pudo haber sido compilado por Pedro de Portugal, conde de Barcelos, en la primera mitad del siglo XIV.
- Datos: Q980058
- Multimedia: Cancioneiro da Vaticana / Q980058